# Richard Ier de Normandie
Pour les articles homonymes, voir Richard Ier et Richard de Normandie.
Richard Ier de Normandie, dit Richard Sans-Peur (Fécamp v. 930-996), est le fils naturel du duc de Normandie Guillaume Longue-Épée et de Sprota, et le troisième « duc » de Normandie — en fait, ses prédécesseurs et lui-même dans un premier temps se qualifient de « jarl »[réf. nécessaire] et/ou comte des Normands. Il est le premier à se qualifier de marquis.
La principale source sur Richard Ier est le récit de Dudon de Saint-Quentin, De moribus et actis primorum Normanniae ducum. Ce chanoine fut invité par Richard à écrire l'histoire des premiers ducs de Normandie. Son œuvre, prise avec précaution par les historiens modernes, reste une source importante sur ce personnage.

## Une minorité difficile (942-946)
Richard, qui serait né le 28 août 933, est envoyé par son père pour apprendre la langue de ses ancêtres auprès de Bothon dans son domaine de Bayeux, et ne sera baptisé qu'après la mort de son père. Il a probablement un peu plus de dix ans à la mort de son père, assassiné en décembre 942, et se voit attribuer un conseil de régence comprenant quatre hauts personnages du duché normand : Bernard le Danois, Raoul dit Taisson l'Ancien, Anslech de Bricquebec et Osmond de Conteville. Mais le roi carolingien Louis d'Outremer, sous prétexte de faire son éducation, comme suzerain, fait transporter l'adolescent avec l'un de ses régents, Osmond, à sa cour de Laon. Il semble y avoir séjourné de 943 à 945 et s'être finalement enfui avec l'aide d'Osmond qui aurait organisé son évasion avec la complicité d'Yves de Bellême et de Bernard, comte de Senlis et vassal d'Hugues le Grand, duc des Francs.
Pendant l'intervalle de temps, Louis d'Outremer qui voulait dépecer le jeune et fragile duché normand, y installa trois de ses fidèles : Hugues le Grand, son principal vassal, dans le Bessin et le comté du Cotentin, et qui est présenté comme le « duc des Bretons et des Normands », Herluin, comte de Montreuil, eut le gouvernement de Rouen (943), avant d'être tué par des Normands en 945, et Arnould de Flandres qui reçut divers fiefs. Trois comtes, Bernard le Danois à Harcourt, Anslech, baron de Bricquebec et Raoul de la Roche-Tesson à La Colombe, avec d'autres nobles entrèrent alors en révolte, se disant responsables du gouvernement de la Normandie du jeune duc Richard.
Le roi envahit le Pays de Caux, tandis que le duc des Francs prend Gacé, Évreux et va assiéger Bayeux. En réaction, les Normands de la Seine font appel à la troupe scandinave du « roi de la mer » Sigtrygg (Sétric), sans doute norvégienne et en partie irlandaise, mais elle est sévèrement battue avec les troupes d'un certain Thurmodus (Turmod), « un Normand revenu à l'idolâtrie et au culte des gentils qui voulait forcer le jeune duc à l'imiter ». Sétric et Turmod furent tous les deux tués avec la majeure partie de leurs hommes. Selon Richer de Reims, 9 000 païens succombèrent dans la lutte.
Selon le récit de Dudon de Saint-Quentin, l'un des « régents », Bernard le Danois, exploite la rivalité entre le roi et Hugues le Grand. D'abord, il suggère au roi que les Normands se résignent à se soumettre. Il obtient ainsi la fin des hostilités. Puis, contactant Hugues le Grand, il le convainc qu'il a été trompé par le roi. Et pour finir d'envenimer les relations entre les anciens alliés, il promet l'aide des Normands à Hugues contre le roi, amenant Hugues à commettre l'erreur de se lancer en campagne contre le roi.
Par ailleurs Bernard le Danois obtient l'intervention d'un autre chef viking, Harald, récemment débarqué ou depuis longtemps installé en Normandie. Le roi s'empresse d'intervenir mais il est battu le 13 juillet 945 sur la Dives, peut-être à Corbon. Herluin II de Ponthieu meurt dans la bataille tandis que Louis d'Outremer est capturé. Il est transmis à Hugues le Grand qui le garde prisonnier jusqu'en juillet 946. Cela permet à Richard, maintenant adolescent et revenu en Normandie, de faire reconnaître l'indépendance de la Normandie par les Grands (Nobles) du royaume franc carolingien.
En 946, craignant l'alliance de Richard Ier avec Hugues le Grand, le roi Louis d'Outremer forme une coalition contre eux avec Otton de Germanie, Arnoul Ier, comte de Flandre, Conrad le Pacifique, roi de Bourgogne transjurane, et Alain Barbetorte, duc de Bretagne. Les alliés traversent l'Epte et se dirigent vers Rouen. L'attaque de la ville est un échec. Les rois franc et germanique subissent alors une contre-attaque qui les oblige à battre en retraite jusqu'en Amiénois.
Selon l'historien Lucien Musset, le duché de Normandie a réussi à survivre à « la grande crise qui, vers la même époque, avait été fatale aux deux États vikings les plus proches, le royaume d'York et l'établissement normand de Nantes. » Richard Ier est reconnu duc légitime en 947.

## L'administration deRichardIer
Nous disposons de peu d'informations sur ce sujet et sur les années qui précèdent le début du XIe siècle, c'est-à-dire le début du règne de Richard II. D'ailleurs, nous ne possédons presque aucun acte écrit entre 968 et 989/990. L'historien François Neveux avance pourtant que « le principat de Richard I, de 945 à 996, fut une période d'affermissement et de consolidation qui dura un demi-siècle, soit deux générations. C'est au cours de cette époque que la Normandie se forma véritablement, qu'elle acquit sa personnalité originale et ses caractères spécifiques, se distinguant aussitôt des autres principautés du royaume en voie de formation ».

### Quelques indices d'une Normandie restaurée et mature
Comme son père Guillaume Longue-Épée, Richard œuvre pour la restauration de l'Église. En 960, il installe de nouveaux moines à Saint-Wandrille pour relever l'abbaye détruite par ses ancêtres vikings. Quelques religieux de cette maison sont ensuite envoyés au Mont-Saint-Michel pour remplacer les chanoines. À Fécamp, ville où est né Richard, le comte crée une résidence ducale de première importance et émet le projet d'installer un monastère à proximité. Il fait appel à l'abbé de Cluny Maïeul, qui refuse de venir en Normandie. Preuve d'une mauvaise réputation encore tenace des Normands ?
Le rétablissement de la hiérarchie épiscopale en Normandie apporte un crédit à la volonté restauratrice de Richard. Après la coupure liée aux invasions scandinaves et à l'installation de Rollon, tous les évêchés normands ont de nouveau un titulaire vers 990. Trois évêchés normands depuis longtemps laissés vacants sont pourvus : Roger à Lisieux vers 985, Azon le Vénérable à Sées vers 986, Norgod à Avranches vers 990. Les autres sièges sont renouvelés : Raoul d'Avranches à Bayeux en 986, Robert le Danois à Rouen en 987/989, Gérard à Évreux vers 988 et Hugues à Coutances vers 989.
Quelques historiens avancent que Richard installe les premiers comtes en Normandie mais il n'y a pas de preuves.
À la fin du Xe siècle, après une vingtaine d'années d'indigence des sources, on perçoit toutefois la maturité politique de la principauté normande : Richard Ier fait de Fécamp un sanctuaire dynastique (comme font les Robertiens de Saint-Denis) et commande au chanoine Dudon de Saint-Quentin une histoire des premiers ducs de Normandie qui deviendra le De Gestis Normanniae ducum seu de moribus et actis primorum Normanniae ducum.

### L'union de la Normandie?
C'est sûrement l'une des thèses les plus intéressantes développées ces dernières années par certains historiens. Elle part de l'idée de Karl Ferdinand Werner selon laquelle nous n'avons pas de certitude sur la domination des comtes normands sur la partie ouest de la Normandie. Malgré les cessions de 924 et 933, les Normands de Rouen ne maîtrisaient probablement pas les nouveaux territoires acquis. Ce n'est pas avant 966, autrement dit sous le règne de Richard Ier, que les historiens trouvent preuve dans les chartes d'une intervention comtale dans ces régions occidentales. Le principat du fils de Guillaume Longue-Épée paraît un moment clé.
Dans une thèse provocatrice, l'historienne américaine Eleanor Searle imagine la Normandie du Xe siècle comme une région partagée entre plusieurs bandes scandinaves. Celle de Rouen est la plus riche. Tantôt alliées, tantôt rivales, ces bandes développent indépendamment une stratégie de survie fondée sur la prédation. Jusqu'au jour où le chef de Rouen, en l'occurrence Richard Ier, entreprend de se constituer un réseau de fidélité avec ses voisins nordiques. En contrepartie d'une soumission à son pouvoir et du baptême, il garantit aux autres chefs l'organisation d'expéditions prédatrices qui assureront l'enrichissement de tous, l'union faisant la force. Le duché de Normandie naît donc, d'après Eleanor Searle, de la reconnaissance par des chefs scandinaves régionaux de l'autorité supérieure du comte de Rouen. Les alliances se concrétisent par la conclusion de mariages entre les chefs locaux et la famille comtale. L'union de Richard avec Gunnor en serait le symbole.

## Richard et ses voisins: alliance ou conflit

### La guerre contre le comte de Blois (v.959-965)
En 954, le roi Louis IV d'Outremer meurt suivi deux ans plus tard par son principal rival le duc des Francs, Hugues le Grand. Le fils de ce dernier, Hugues Capet, étant mineur, un de ses principaux vassaux, Thibaut Ier « le Tricheur », comte de Blois, assure une quasi régence. Son pouvoir comtal comprend notamment les comtés de Chartres et de Châteaudun. La Normandie se retrouve bordée au sud-est par la nouvelle puissance thibaldienne. Mais l'origine des tensions se situent plus probablement en Bretagne. Profitant de la mort d'Alain Barbetorte (952), Thibaud se partage la suzeraineté sur la Bretagne avec son beau-frère Foulque le Bon, comte d'Anjou et exerce une tutelle sur le comté de Rennes.
Richard Ier, que Dudon de Saint-Quentin qualifie régulièrement de prince ou de duc des Normands et des Bretons, a pu s'opposer à cette ingérence. Profitant du rapprochement avec les Robertiens, il a pu aussi vouloir desserrer l'étau de de cette principauté thibaldienne construite par Hugues le Grand qui le  cerne à l'ouest au sud-est et au nord-est à Beauvais et à Meulan.
Selon le récit de Dudon de Saint-Quentin, le comte de Blois manigance pour faire tomber Richard. Il attire l'attention du nouveau roi Lothaire, de sa mère et de son oncle Brunon, archevêque de Cologne, et les entraîne dans ses vues. Si l'on suit à la lettre Dudon, Brunon et le roi invitent à deux reprises le comte des Normands mais celui-ci perçoit à temps que ce sont des pièges. En 961, Flodoard rapporte que le comte de Normandie tente en vain d'interrompre une assemblée que le roi tenait à Soissons.
Sous l'influence de Thibaud de Blois, le roi Lothaire rassemble son ost dans le Drouais, et s'empare d'Évreux. Il laisse la ville à son allié Thibaud. Celui-ci pousse son avantage et se dirige vers la capitale normande Rouen. Richard de Normandie l'attaque et le bat près de la ville (962).
Après cette victoire, la guerre se poursuit quelques années. Le comte des Normands n'hésite pas à embaucher des pilleurs scandinaves qui revenaient d'Espagne pour faire face à son ennemi. Chartres est incendiée. Thibaud demande la paix qu'il obtient après avoir renoncé à Évreux. Le roi Lothaire signe à son tour un accord avec les Normands en 965 sur les bords de l'Epte (à Gisors ?). Ce traité préconise le renoncement du roi à toute suzeraineté sur la Normandie et en contrepartie, l'arrêt de toute action militaire de la part des Normands.
La Normandie n'est désormais plus menacée jusqu'à la mort du duc. Ce qui n'empêche pas les Normands de monter à leur tour des expéditions contre leurs voisins : en Flandre contre le comte Arnoul II de Flandre ou contre Albert Ier de Vermandois dans la fin des années 980.

### Richard et les Robertiens
Richard semble avoir noué précocement des liens avec les Robertiens, Hugues le Grand puis son fils Hugues Capet. Les événements de 945-946 laissent penser que le duc des Francs était favorable aux Normands. Ensuite, les preuves s'accumulent sur les bonnes relations entre les deux princes : en 948, une troupe normande aide Hugues le Grand dans le siège de Soissons. En 960, le duc de Normandie épouse la sœur d'Hugues Capet, Emma.
Dans une charte de 968, Richard se reconnaît le vassal d'Hugues Capet. Guillaume de Jumièges laisse entendre que le Normand aide le duc des Francs à accéder à la royauté. S'il ne l'aide pas contre Charles de Lorraine (en 988/991), il est son principal soutien, avec le comte d'Anjou Foulque Nerra, lors du siège de Melun en 991 - le châtelain est passé au service d'Eudes Ier de Blois alors même que ce dernier vient d'acquérir Dreux tout en menaçant le duché normand.
L'an suivant, Richard renverse ses alliances. Le comte d'Anjou devient une menace en intervenant dans les comtés de Nantes et de Rennes. Or, depuis Rollon, la Bretagne est une chasse gardée des Normands. En conséquence, Richard s'allie avec son ancien ennemi Eudes de Blois et adhère à une coalition contre l'Angevin comprenant le duc d'Aquitaine, le comte de Flandre (sans doute) et le comte de Rennes. Richer de Reims rapporte qu'en 992, des Normands participent aux côtés des Bretons, à la bataille de Conquereuil que remporte Foulque. Cette alliance bretonne amène un double mariage des enfants de Richard et de Conan.

### Relations avec l'Angleterre
Les relations de Richard avec le royaume d'Angleterre sont au début plutôt mauvaises. En effet, le roi Æthelred II d'Angleterre reproche à Richard d'accueillir les mêmes Danois qui pillent son royaume. Le légat du pape Jean XV intervient pour empêcher la guerre. Le 18 mars 991, Richard et Æthelred concluent un traité dans lequel ils promettent de ne pas aider leurs ennemis respectifs. Cette paix contribue au développement des relations commerciales entre la Normandie et l'Angleterre.

## Décès de Richard

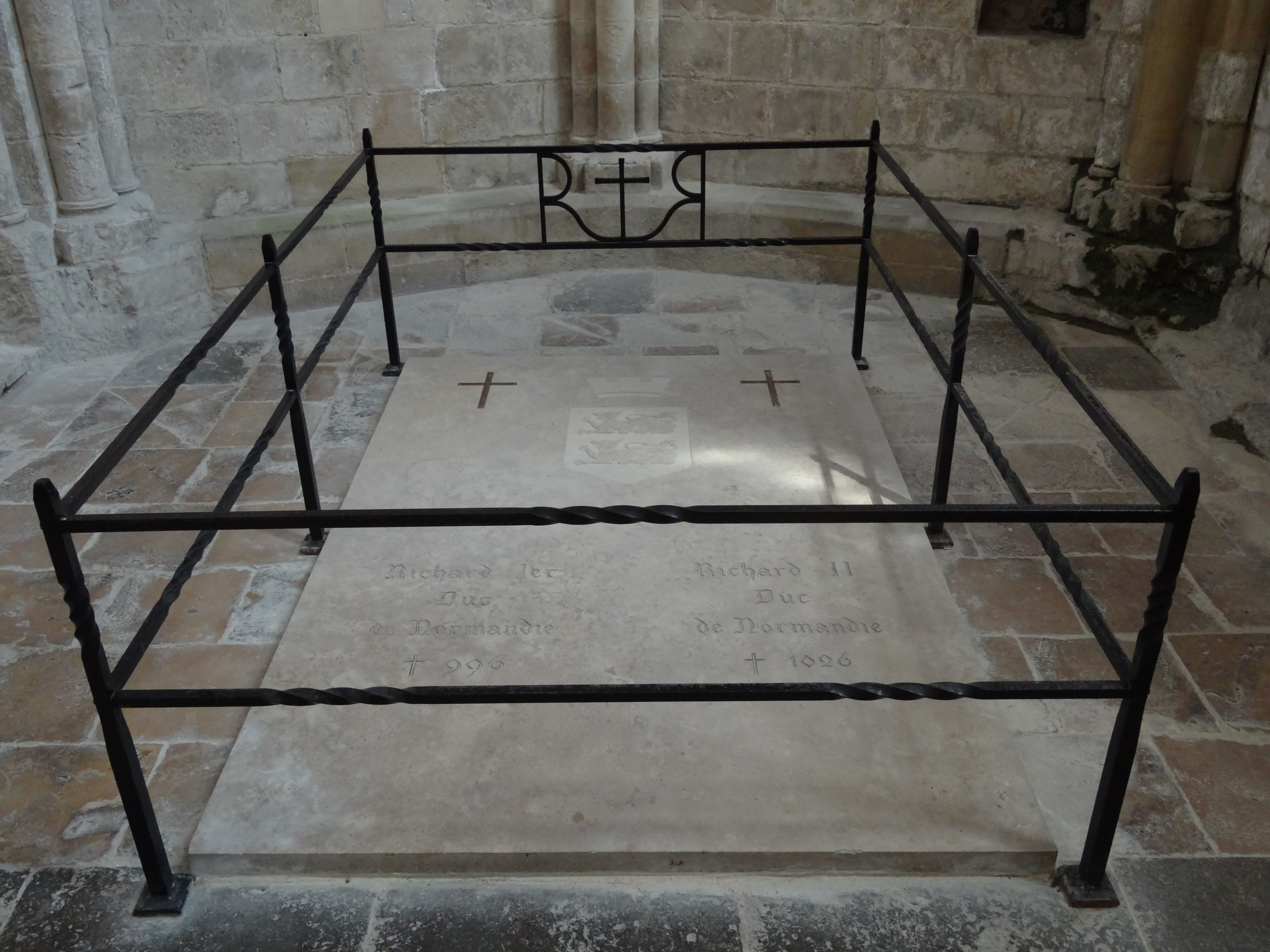
La tombe de Richard Ier de Normandie et de Richard II de Normandie dans la chapelle des Fonts Baptismaux dans le transept sud de l’Eglise de l’Abbaye de la Trinité de Fécamp.

Richard décède le 21 novembre 996 à Fécamp, à l'âge de 64 ans, la même année qu'Hugues Capet, le premier roi capétien. La date de sa mort nous est donnée par Dudon de Saint-Quentin, bien renseigné sur les Normands du duché, et il est enterré à Fécamp.
« Richard a rétabli la paix et la prospérité dans le territoire, momentanément perturbé par les troubles de sa minorité. Il a dirigé la province d'une main de fer. Malgré sa longévité, Richard ne laissa qu'un jeune héritier, encore incapable d'imposer sa propre autorité ».

## Famille et descendance
Richard épouse Emma, fille d'Hugues le Grand et sœur d'Hugues Capet, dans les années 960. Ils n'ont pas d'enfants. C'est de Gunnor († 1031), épousée more danico que Richard a une descendance :
- Richard II (963-1026), son successeur ;
- Robert le Danois († 1037), comte d'Évreux, d'Avranches et archevêque de Rouen ;
- Mauger, comte de Corbeil et premier comte de Mortain ;
- Emma, reine des Anglo-Saxons (par son premier mariage avec Æthelred II d'Angleterre), puis des Danois (par ses secondes noces avec Knut II) ;
- Havoise, épouse de Geoffroy Ier, duc de Bretagne ;
- Mathilde (morte en 1004), épouse d'Eudes II, comte de Blois et de Chartres, première abbesse de l'abbaye aux Dames de Caen.

Il est probable que le duc Richard eut d'autres concubines, des « frilla » (épousées à la manière danoise), et de nombreux enfants reconnus dont :
- Godefroi de Brionne (mort en 1015), comte d'Eu et de Brionne (cf. famille De Clare) ;
- Guillaume de Brionne (mort en 1058), comte d'Hiémois, qui succédera à son neveu Gilbert de Brionne (mort en 1040), à Eu ;
- Robert, comte de l'Avranchin (ou comte de Mortain) ;
- Béatrice, abbesse de Montivilliers et qui avait épousé[31] Ebles Comborn de Turenne ;
- Papie ;
- Murielle, épouse de Tancrède de Hauteville[32].

Les nombreux descendants du duc Richard et de son fils aîné sont appelés les Richardides.